# All-NBA Team

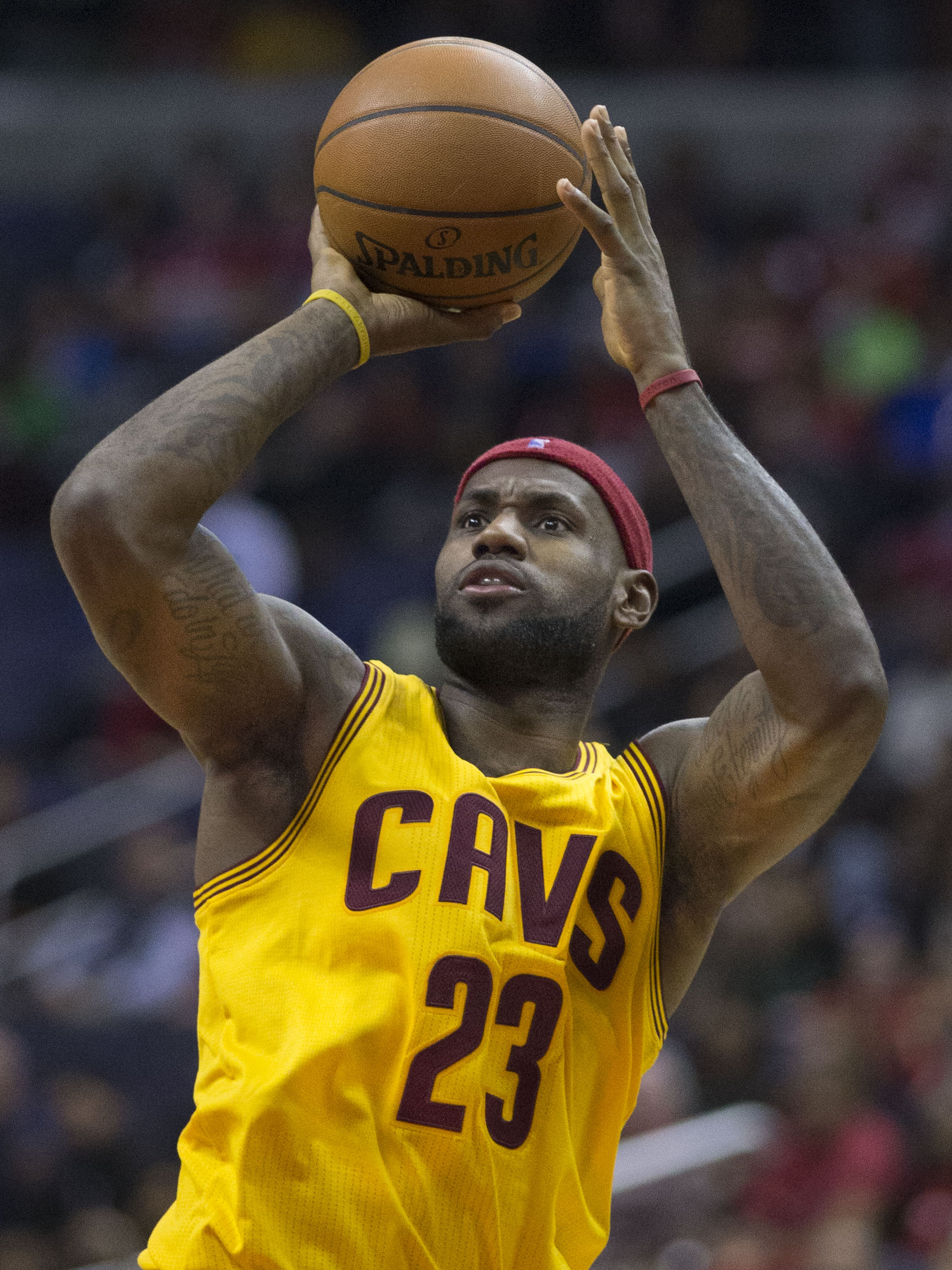
LeBron James é o jogador com mais aparições gerais no All-NBA Team com 21, sendo 13 no Primeiro Time.

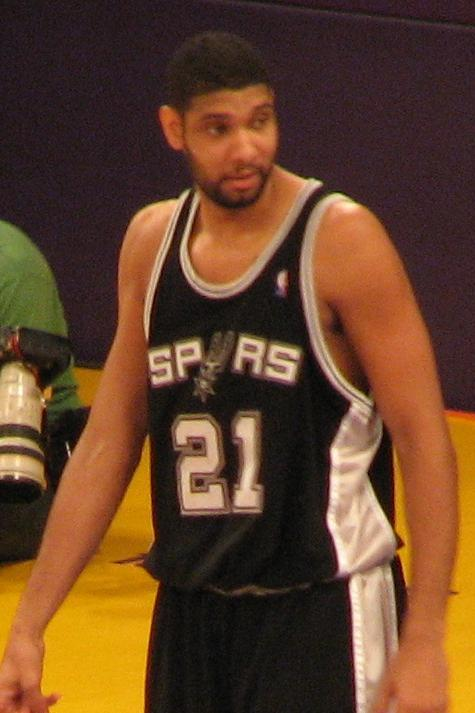
Tim Duncan é um dos jogadores com mais aparições gerais no All-NBA Team com 15, sendo 10 no Primeiro Time.

O All-NBA Team (ou Melhor Quinteto da NBA) é uma honraria concedida anualmente pela National Basketball Association (NBA) aos melhores jogadores da temporada. A votação é conduzida por um conjunto de jornalistas esportivos dos Estados Unidos e Canadá. Este time tem sido selecionado desde a primeira edição da NBA, em 46-47. O All-NBA geralmente é composto pelo primeiro, segundo e terceiro times.

## Vencedores
| ^                          | Denota um jogador em atividade atualmente                                     |
| *                          | Consta no Basketball Hall of Fame                                             |
| Jogador (X)                | Denota o número de vezes que o jogador foi selecionado                        |
| Jogador (em texto itálico) | Indica se o jogador conquistou o NBA Most Valuable Player na mesma temporada. |

### 1946-47 até 1955-56
A partir da temporada da NBA de 1946-47 até a temporada da NBA de 1955-56, o All-NBA era composto por dois equipes, cada um com um elenco de cinco jogadores, com raras exceções.
| Temporada | Primeiro time            | Primeiro time          | Segundo time        | Segundo time            |
| Temporada | Jogadores                | Times                  | Jogadores           | Times                   |
| --------- | ------------------------ | ---------------------- | ------------------- | ----------------------- |
| 1946-47   | Joe Fulks*               | Philadelphia Warriors  | Ernie Calverley     | Providence Steamrollers |
| 1946-47   | Bob Feerick              | Washington Capitols    | Frank Baumholtz     | Cleveland Rebels        |
| 1946-47   | Stan Miasek              | Detroit Falcons        | Johnny Logan        | St. Louis Bombers       |
| 1946-47   | Bones McKinney           | Washington Capitols    | Chick Halbert       | Chicago Stags           |
| 1946-47   | Max Zaslofsky            | Chicago Stags          | Fred Scolari        | Washington Capitols     |
| 1947-48   | Joe Fulks* (2)           | Philadelphia Warriors  | Johnny Logan (2)    | St. Louis Bombers       |
| 1947-48   | Max Zaslofsky (2)        | Chicago Stags          | Carl Braun          | New York Knicks         |
| 1947-48   | Ed Sadowski              | Boston Celtics         | Stan Miasek (2)     | Detroit Falcons         |
| 1947-48   | Howie Dallmar            | Philadelphia Warriors  | Fred Scolari (2)    | Washington Capitols     |
| 1947-48   | Bob Feerick (2)          | Washington Capitols    | Buddy Jeannette*    | Baltimore Bullets       |
| 1948-49   | George Mikan*            | Minneapolis Lakers     | Arnie Risen*        | Rochester Royals        |
| 1948-49   | Joe Fulks* (3)           | Philadelphia Warriors  | Bob Feerick (3)     | Washington Capitols     |
| 1948-49   | Bob Davies*              | Rochester Royals       | Bones McKinney      | Washington Capitols     |
| 1948-49   | Max Zaslofsky (3)        | Chicago Stags          | Ken Sailors         | Providence Steamrollers |
| 1948-49   | Jim Pollard*             | Minneapolis Lakers     | Johnny Logan (3)    | St. Louis Bombers       |
| 1949-50   | George Mikan* (2)        | Minneapolis Lakers     | Frank Brian         | Anderson Packers        |
| 1949-50   | Jim Pollard* (2)         | Minneapolis Lakers     | Fred Schaus         | Fort Wayne Pistons      |
| 1949-50   | Alex Groza               | Indianapolis Olympians | Dolph Schayes*      | Syracuse Nationals      |
| 1949-50   | Bob Davies* (2)          | Rochester Royals       | Al Cervi*           | Syracuse Nationals      |
| 1949-50   | Max Zaslofsky (4)        | Chicago Stags          | Ralph Beard         | Indianapolis Olympians  |
| 1950-51   | George Mikan* (3)        | Minneapolis Lakers     | Dolph Schayes* (2)  | Syracuse Nationals      |
| 1950-51   | Alex Groza (2)           | Indianapolis Olympians | Frank Brian (2)     | Tri-Cities Blackhawks   |
| 1950-51   | Ed Macauley*             | Boston Celtics         | Vern Mikkelsen*     | Minneapolis Lakers      |
| 1950-51   | Bob Davies* (3)          | Rochester Royals       | Joe Fulks* (4)      | Philadelphia Warriors   |
| 1950-51   | Ralph Beard (2)          | Indianapolis Olympians | Dick McGuire*       | New York Knicks         |
| 1951-52   | George Mikan* (4)        | Minneapolis Lakers     | Larry Foust         | Fort Wayne Pistons      |
| 1951-52   | Ed Macauley* (2)         | Boston Celtics         | Vern Mikkelsen* (2) | Minneapolis Lakers      |
| 1951-52   | Paul Arizin*             | Philadelphia Warriors  | Jim Pollard* (3)    | Minneapolis Lakers      |
| 1951-52   | Bob Cousy*               | Boston Celtics         | Bobby Wanzer*       | Rochester Royals        |
| 1951-52   | Bob Davies* (4) (tie)    | Rochester Royals       | Andy Phillip*       | Philadelphia Warriors   |
| 1951-52   | Dolph Schayes* (3) (tie) | Syracuse Nationals     | Andy Phillip*       | Philadelphia Warriors   |
| 1952-53   | George Mikan* (5)        | Minneapolis Lakers     | Bill Sharman*       | Boston Celtics          |
| 1952-53   | Bob Cousy* (2)           | Boston Celtics         | Vern Mikkelsen* (3) | Minneapolis Lakers      |
| 1952-53   | Neil Johnston*           | Philadelphia Warriors  | Bobby Wanzer* (2)   | Rochester Royals        |
| 1952-53   | Ed Macauley* (3)         | Boston Celtics         | Bob Davies* (5)     | Rochester Royals        |
| 1952-53   | Dolph Schayes* (4)       | Syracuse Nationals     | Andy Phillip* (2)   | Philadelphia Warriors   |
| 1953-54   | Bob Cousy* (3)           | Boston Celtics         | Ed Macauley* (4)    | Boston Celtics          |
| 1953-54   | Neil Johnston* (2)       | Philadelphia Warriors  | Jim Pollard* (4)    | Minneapolis Lakers      |
| 1953-54   | George Mikan* (6)        | Minneapolis Lakers     | Carl Braun (2)      | New York Knicks         |
| 1953-54   | Dolph Schayes* (5)       | Syracuse Nationals     | Bobby Wanzer* (3)   | Rochester Royals        |
| 1953-54   | Harry Gallatin*          | New York Knicks        | Paul Seymour        | Syracuse Nationals      |
| 1954-55   | Neil Johnston* (3)       | Philadelphia Warriors  | Vern Mikkelsen* (4) | Minneapolis Lakers      |
| 1954-55   | Bob Cousy* (4)           | Boston Celtics         | Harry Gallatin* (2) | New York Knicks         |
| 1954-55   | Dolph Schayes *(6)       | Syracuse Nationals     | Paul Seymour (2)    | Syracuse Nationals      |
| 1954-55   | Bob Pettit*              | Milwaukee Hawks        | Slater Martin*      | Minneapolis Lakers      |
| 1954-55   | Larry Foust (2)          | Fort Wayne Pistons     | Bill Sharman* (2)   | Boston Celtics          |

### 1955-56 até 1987-88
Da temporada da NBA de 1955-56 até a temporada da NBA de 1977-78, o All-NBA era composto por dois times, cada um com cinco jogadores, com raras exceções. A diferença para a classificação anterior foi que as posições começaram a ser definidas, tendo cada equipe dois alas, um pivô e dois armadores.
| Temporada | Primeiro time                | Primeiro time           | Segundo time                 | Segundo time           |
| Temporada | Jogadores                    | Times                   | Jogadores                    | Times                  |
| --------- | ---------------------------- | ----------------------- | ---------------------------- | ---------------------- |
| 1955-56   | Bob Pettit* (2)              | St. Louis Hawks         | Dolph Schayes* (7)           | Syracuse Nationals     |
| 1955-56   | Paul Arizin* (2)             | Philadelphia Warriors   | Maurice Stokes*              | Rochester Royals       |
| 1955-56   | Neil Johnston* (4)           | Philadelphia Warriors   | Clyde Lovellette*            | Minneapolis Lakers     |
| 1955-56   | Bob Cousy* (5)               | Boston Celtics          | Slater Martin* (2)           | Minneapolis Lakers     |
| 1955-56   | Bill Sharman* (3)            | Boston Celtics          | Jack George                  | Philadelphia Warriors  |
| 1956-57   | Paul Arizin* (3)             | Philadelphia Warriors   | George Yardley*              | Fort Wayne Pistons     |
| 1956-57   | Dolph Schayes* (8)           | Syracuse Nationals      | Maurice Stokes* (2)          | Rochester Royals       |
| 1956-57   | Bob Pettit* (3)              | St. Louis Hawks         | Neil Johnston* (5)           | Philadelphia Warriors  |
| 1956-57   | Bob Cousy* (6)               | Boston Celtics          | Dick Garmaker                | Minneapolis Lakers     |
| 1956-57   | Bill Sharman* (4)            | Boston Celtics          | Slater Martin* (3)           | St. Louis Hawks        |
| 1957-58   | Dolph Schayes* (9)           | Syracuse Nationals      | Cliff Hagan*                 | St. Louis Hawks        |
| 1957-58   | George Yardley* (2)          | Fort Wayne Pistons      | Maurice Stokes* (3)          | Cincinnati Royals      |
| 1957-58   | Bob Pettit* (4)              | St. Louis Hawks         | Bill Russell*                | Boston Celtics         |
| 1957-58   | Bob Cousy* (7)               | Boston Celtics          | Tom Gola*                    | Philadelphia Warriors  |
| 1957-58   | Bill Sharman* (5)            | Boston Celtics          | Slater Martin* (4)           | St. Louis Hawks        |
| 1958-59   | Bob Pettit* (5)              | St. Louis Hawks         | Paul Arizin (4)              | Philadelphia Warriors  |
| 1958-59   | Elgin Baylor*                | Minneapolis Lakers      | Cliff Hagan* (2)             | St. Louis Hawks        |
| 1958-59   | Bill Russell* (2)            | Boston Celtics          | Dolph Schayes* (10)          | Syracuse Nationals     |
| 1958-59   | Bob Cousy* (8)               | Boston Celtics          | Slater Martin* (5)           | St. Louis Hawks        |
| 1958-59   | Bill Sharman* (6)            | Boston Celtics          | Richie Guerin*               | New York Knicks        |
| 1959-60   | Bob Pettit* (6)              | St. Louis Hawks         | Jack Twyman*                 | Cincinnati Royals      |
| 1959-60   | Elgin Baylor* (2)            | Minneapolis Lakers      | Dolph Schayes* (11)          | Syracuse Nationals     |
| 1959-60   | Wilt Chamberlain*            | Philadelphia Warriors   | Bill Russell* (3)            | Boston Celtics         |
| 1959-60   | Bob Cousy* (9)               | Boston Celtics          | Richie Guerin* (2)           | New York Knicks        |
| 1959-60   | Gene Shue                    | Detroit Pistons         | Bill Sharman* (7)            | Boston Celtics         |
| 1960-61   | Elgin Baylor* (3)            | Los Angeles Lakers      | Dolph Schayes* (12)          | Syracuse Nationals     |
| 1960-61   | Bob Pettit* (7)              | St. Louis Hawks         | Tom Heinsohn*                | Boston Celtics         |
| 1960-61   | Wilt Chamberlain* (2)        | Philadelphia Warriors   | Bill Russell* (4)            | Boston Celtics         |
| 1960-61   | Bob Cousy* (10)              | Boston Celtics          | Larry Costello               | Syracuse Nationals     |
| 1960-61   | Oscar Robertson*             | Cincinnati Royals       | Gene Shue (2)                | Detroit Pistons        |
| 1961-62   | Bob Pettit* (8)              | St. Louis Hawks         | Tom Heinsohn* (2)            | Boston Celtics         |
| 1961-62   | Elgin Baylor* (4)            | Los Angeles Lakers      | Jack Twyman* (2)             | Cincinnati Royals      |
| 1961-62   | Wilt Chamberlain* (3)        | Philadelphia Warriors   | Bill Russell* (5)            | Boston Celtics         |
| 1961-62   | Jerry West*                  | Los Angeles Lakers      | Richie Guerin* (3)           | New York Knicks        |
| 1961-62   | Oscar Robertson* (2)         | Cincinnati Royals       | Bob Cousy* (11)              | Boston Celtics         |
| 1962-63   | Elgin Baylor* (5)            | Los Angeles Lakers      | Tom Heinsohn* (3)            | Boston Celtics         |
| 1962-63   | Bob Pettit* (9)              | St. Louis Hawks         | Bailey Howell*               | Detroit Pistons        |
| 1962-63   | Bill Russell* (6)            | Boston Celtics          | Wilt Chamberlain* (4)        | San Francisco Warriors |
| 1962-63   | Oscar Robertson* (3)         | Cincinnati Royals       | Bob Cousy* (12)              | Boston Celtics         |
| 1962-63   | Jerry West* (2)              | Los Angeles Lakers      | Hal Greer*                   | Syracuse Nationals     |
| 1963-64   | Elgin Baylor* (6)            | Los Angeles Lakers      | Tom Heinsohn* (4)            | Boston Celtics         |
| 1963-64   | Bob Pettit* (10)             | St. Louis Hawks         | Jerry Lucas*                 | Cincinnati Royals      |
| 1963-64   | Wilt Chamberlain* (5)        | San Francisco Warriors  | Bill Russell* (7)            | Boston Celtics         |
| 1963-64   | Oscar Robertson* (4)         | Cincinnati Royals       | John Havlicek*               | Boston Celtics         |
| 1963-64   | Jerry West* (3)              | Los Angeles Lakers      | Hal Greer* (2)               | Philadelphia 76ers     |
| 1964-65   | Elgin Baylor* (7)            | Los Angeles Lakers      | Bob Pettit* (11)             | St. Louis Hawks        |
| 1964-65   | Jerry Lucas* (2)             | Cincinnati Royals       | Gus Johnson*                 | Baltimore Bullets      |
| 1964-65   | Bill Russell* (8)            | Boston Celtics          | Wilt Chamberlain* (6)        | Philadelphia 76ers     |
| 1964-65   | Oscar Robertson* (5)         | Cincinnati Royals       | Sam Jones*                   | Boston Celtics         |
| 1964-65   | Jerry West* (4)              | Los Angeles Lakers      | Hal Greer* (3)               | Philadelphia 76ers     |
| 1965-66   | Rick Barry*                  | San Francisco Warriors  | John Havlicek* (2)           | Boston Celtics         |
| 1965-66   | Jerry Lucas* (3)             | Cincinnati Royals       | Gus Johnson* (2)             | Baltimore Bullets      |
| 1965-66   | Wilt Chamberlain* (7)        | Philadelphia 76ers      | Bill Russell* (9)            | Boston Celtics         |
| 1965-66   | Oscar Robertson* (6)         | Cincinnati Royals       | Sam Jones* (2)               | Boston Celtics         |
| 1965-66   | Jerry West* (5)              | Los Angeles Lakers      | Hal Greer* (4)               | Philadelphia 76ers     |
| 1966-67   | Rick Barry* (2)              | San Francisco Warriors  | Willis Reed*                 | New York Knicks        |
| 1966-67   | Elgin Baylor* (8)            | Los Angeles Lakers      | Jerry Lucas* (4)             | Cincinnati Royals      |
| 1966-67   | Wilt Chamberlain* (8)        | Philadelphia 76ers      | Bill Russell* (10)           | Boston Celtics         |
| 1966-67   | Jerry West* (6)              | Los Angeles Lakers      | Hal Greer* (5)               | Philadelphia 76ers     |
| 1966-67   | Oscar Robertson* (7)         | Cincinnati Royals       | Sam Jones* (3)               | Boston Celtics         |
| 1967-68   | Elgin Baylor* (9)            | Los Angeles Lakers      | Willis Reed* (2)             | New York Knicks        |
| 1967-68   | Jerry Lucas* (5)             | Cincinnati Royals       | John Havlicek* (3)           | Boston Celtics         |
| 1967-68   | Wilt Chamberlain* (9)        | Philadelphia 76ers      | Bill Russell* (11)           | Boston Celtics         |
| 1967-68   | Dave Bing*                   | Detroit Pistons         | Hal Greer* (6)               | Philadelphia 76ers     |
| 1967-68   | Oscar Robertson* (8)         | Cincinnati Royals       | Jerry West* (7)              | Los Angeles Lakers     |
| 1968-69   | Billy Cunningham*            | Philadelphia 76ers      | John Havlicek* (4)           | Boston Celtics         |
| 1968-69   | Elgin Baylor* (10)           | Los Angeles Lakers      | Dave DeBusschere*            | New York Knicks        |
| 1968-69   | Wes Unseld*                  | Baltimore Bullets       | Willis Reed* (3)             | New York Knicks        |
| 1968-69   | Earl Monroe*                 | Baltimore Bullets       | Hal Greer* (7)               | Philadelphia 76ers     |
| 1968-69   | Oscar Robertson* (9)         | Cincinnati Royals       | Jerry West* (8)              | Los Angeles Lakers     |
| 1969-70   | Billy Cunningham* (2)        | Philadelphia 76ers      | John Havlicek* (5)           | Boston Celtics         |
| 1969-70   | Connie Hawkins*              | Phoenix Suns            | Gus Johnson* (3)             | Baltimore Bullets      |
| 1969-70   | Willis Reed* (4)             | New York Knicks         | Lew Alcindor*[b]             | Milwaukee Bucks        |
| 1969-70   | Jerry West* (9)              | Los Angeles Lakers      | Lou Hudson                   | Atlanta Hawks          |
| 1969-70   | Walt Frazier*                | New York Knicks         | Oscar Robertson* (10)        | Cincinnati Royals      |
| 1970-71   | John Havlicek* (6)           | Boston Celtics          | Gus Johnson* (4)             | Baltimore Bullets      |
| 1970-71   | Billy Cunningham* (3)        | Philadelphia 76ers      | Bob Love                     | Chicago Bulls          |
| 1970-71   | Lew Alcindor*[b] (2)         | Milwaukee Bucks         | Willis Reed* (5)             | New York Knicks        |
| 1970-71   | Jerry West* (10)             | Los Angeles Lakers      | Walt Frazier* (2)            | New York Knicks        |
| 1970-71   | Dave Bing* (2)               | Detroit Pistons         | Oscar Robertson* (11)        | Milwaukee Bucks        |
| 1971-72   | John Havlicek* (7)           | Boston Celtics          | Bob Love (2)                 | Chicago Bulls          |
| 1971-72   | Spencer Haywood*             | Seattle SuperSonics     | Billy Cunningham* (4)        | Philadelphia 76ers     |
| 1971-72   | Kareem Abdul-Jabbar*[b] (3)  | Milwaukee Bucks         | Wilt Chamberlain* (10)       | Los Angeles Lakers     |
| 1971-72   | Jerry West* (11)             | Los Angeles Lakers      | Nate Archibald*              | Cincinnati Royals      |
| 1971-72   | Walt Frazier* (3)            | New York Knicks         | Archie Clark                 | Baltimore Bullets      |
| 1972-73   | John Havlicek* (8)           | Boston Celtics          | Elvin Hayes*                 | Baltimore Bullets      |
| 1972-73   | Spencer Haywood* (2)         | Seattle SuperSonics     | Rick Barry* (3)              | Golden State Warriors  |
| 1972-73   | Kareem Abdul-Jabbar*[b] (4)  | Milwaukee Bucks         | Dave Cowens*                 | Boston Celtics         |
| 1972-73   | Nate Archibald* (2)          | Kansas City-Omaha Kings | Walt Frazier* (4)            | New York Knicks        |
| 1972-73   | Jerry West* (12)             | Los Angeles Lakers      | Pete Maravich*               | Atlanta Hawks          |
| 1973-74   | John Havlicek* (9)           | Boston Celtics          | Elvin Hayes* (2)             | Capital Bullets        |
| 1973-74   | Rick Barry* (4)              | Golden State Warriors   | Spencer Haywood* (3)         | Seattle SuperSonics    |
| 1973-74   | Kareem Abdul-Jabbar*[b] (5)  | Milwaukee Bucks         | Bob McAdoo*                  | Buffalo Braves         |
| 1973-74   | Walt Frazier* (5)            | New York Knicks         | Dave Bing* (3)               | Detroit Pistons        |
| 1973-74   | Gail Goodrich*               | Los Angeles Lakers      | Norm Van Lier                | Chicago Bulls          |
| 1974-75   | Rick Barry* (5)              | Golden State Warriors   | John Havlicek* (10)          | Boston Celtics         |
| 1974-75   | Elvin Hayes* (3)             | Washington Bullets      | Spencer Haywood* (4)         | Seattle SuperSonics    |
| 1974-75   | Bob McAdoo* (2)              | Buffalo Braves          | Dave Cowens* (2)             | Boston Celtics         |
| 1974-75   | Nate Archibald* (3)          | Kansas City-Omaha Kings | Phil Chenier                 | Washington Bullets     |
| 1974-75   | Walt Frazier* (6)            | New York Knicks         | Jo Jo White*                 | Boston Celtics         |
| 1975-76   | Rick Barry* (6)              | Golden State Warriors   | Elvin Hayes* (4)             | Washington Bullets     |
| 1975-76   | George McGinnis              | Philadelphia 76ers      | John Havlicek* (11)          | Boston Celtics         |
| 1975-76   | Kareem Abdul-Jabbar*[b] (6)  | Los Angeles Lakers      | Dave Cowens* (3)             | Boston Celtics         |
| 1975-76   | Nate Archibald* (4)          | Kansas City Kings       | Randy Smith                  | Buffalo Braves         |
| 1975-76   | Pete Maravich* (2)           | New Orleans Jazz        | Phil Smith                   | Golden State Warriors  |
| 1976-77   | Elvin Hayes* (5)             | Washington Bullets      | Julius Erving*               | Philadelphia 76ers     |
| 1976-77   | David Thompson*              | Denver Nuggets          | George McGinnis (2)          | Philadelphia 76ers     |
| 1976-77   | Kareem Abdul-Jabbar*[b] (7)  | Los Angeles Lakers      | Bill Walton*                 | Portland Trail Blazers |
| 1976-77   | Pete Maravich* (3)           | New Orleans Jazz        | George Gervin*               | San Antonio Spurs      |
| 1976-77   | Paul Westphal                | Phoenix Suns            | Jo Jo White* (2)             | Boston Celtics         |
| 1977-78   | Truck Robinson               | New Orleans Jazz        | Walter Davis                 | Phoenix Suns           |
| 1977-78   | Julius Erving* (2)           | Philadelphia 76ers      | Maurice Lucas                | Portland Trail Blazers |
| 1977-78   | Bill Walton* (2)             | Portland Trail Blazers  | Kareem Abdul-Jabbar*[b] (8)  | Los Angeles Lakers     |
| 1977-78   | George Gervin* (2)           | San Antonio Spurs       | Paul Westphal (2)            | Phoenix Suns           |
| 1977-78   | David Thompson* (2)          | Denver Nuggets          | Pete Maravich* (4)           | New Orleans Jazz       |
| 1978-79   | Marques Johnson              | Milwaukee Bucks         | Walter Davis (2)             | Phoenix Suns           |
| 1978-79   | Elvin Hayes* (6)             | Washington Bullets      | Bob Dandridge                | Washington Bullets     |
| 1978-79   | Moses Malone*                | Houston Rockets         | Kareem Abdul-Jabbar*[b] (9)  | Los Angeles Lakers     |
| 1978-79   | George Gervin* (3)           | San Antonio Spurs       | Lloyd Free                   | San Diego Clippers     |
| 1978-79   | Paul Westphal (3)            | Phoenix Suns            | Phil Ford                    | Kansas City Kings      |
| 1979-80   | Julius Erving* (3)           | Philadelphia 76ers      | Dan Roundfield               | Atlanta Hawks          |
| 1979-80   | Larry Bird*                  | Boston Celtics          | Marques Johnson (2)          | Milwaukee Bucks        |
| 1979-80   | Kareem Abdul-Jabbar*[b] (10) | Los Angeles Lakers      | Moses Malone* (2)            | Houston Rockets        |
| 1979-80   | George Gervin* (4)           | San Antonio Spurs       | Dennis Johnson*              | Seattle SuperSonics    |
| 1979-80   | Paul Westphal (4)            | Phoenix Suns            | Gus Williams                 | Seattle SuperSonics    |
| 1980-81   | Julius Erving* (4)           | Philadelphia 76ers      | Marques Johnson (3)          | Milwaukee Bucks        |
| 1980-81   | Larry Bird* (2)              | Boston Celtics          | Adrian Dantley*              | Utah Jazz              |
| 1980-81   | Kareem Abdul-Jabbar*[b] (11) | Los Angeles Lakers      | Moses Malone* (3)            | Houston Rockets        |
| 1980-81   | George Gervin* (5)           | San Antonio Spurs       | Otis Birdsong                | Kansas City Kings      |
| 1980-81   | Dennis Johnson* (2)          | Phoenix Suns            | Nate Archibald* (5)          | Boston Celtics         |
| 1981-82   | Larry Bird* (3)              | Boston Celtics          | Alex English*                | Denver Nuggets         |
| 1981-82   | Julius Erving* (5)           | Philadelphia 76ers      | Bernard King*                | Golden State Warriors  |
| 1981-82   | Moses Malone* (4)            | Houston Rockets         | Robert Parish*               | Boston Celtics         |
| 1981-82   | George Gervin* (6)           | San Antonio Spurs       | Magic Johnson*               | Los Angeles Lakers     |
| 1981-82   | Gus Williams (2)             | Seattle SuperSonics     | Sidney Moncrief              | Milwaukee Bucks        |
| 1982-83   | Larry Bird* (4)              | Boston Celtics          | Alex English* (2)            | Denver Nuggets         |
| 1982-83   | Julius Erving* (6)           | Philadelphia 76ers      | Buck Williams                | New Jersey Nets        |
| 1982-83   | Moses Malone* (5)            | Philadelphia 76ers      | Kareem Abdul-Jabbar*[b] (12) | Los Angeles Lakers     |
| 1982-83   | Magic Johnson* (2)           | Los Angeles Lakers      | George Gervin* (7)           | San Antonio Spurs      |
| 1982-83   | Sidney Moncrief (2)          | Milwaukee Bucks         | Isiah Thomas*                | Detroit Pistons        |
| 1983-84   | Larry Bird* (5)              | Boston Celtics          | Adrian Dantley* (2)          | Utah Jazz              |
| 1983-84   | Bernard King* (2)            | New York Knicks         | Julius Erving* (7)           | Philadelphia 76ers     |
| 1983-84   | Kareem Abdul-Jabbar*[b] (13) | Los Angeles Lakers      | Moses Malone* (6)            | Philadelphia 76ers     |
| 1983-84   | Magic Johnson* (3)           | Los Angeles Lakers      | Sidney Moncrief (3)          | Milwaukee Bucks        |
| 1983-84   | Isiah Thomas* (2)            | Detroit Pistons         | Jim Paxson                   | Portland Trail Blazers |
| 1984-85   | Larry Bird* (6)              | Boston Celtics          | Terry Cummings               | Milwaukee Bucks        |
| 1984-85   | Bernard King* (3)            | New York Knicks         | Ralph Sampson*               | Houston Rockets        |
| 1984-85   | Moses Malone* (7)            | Philadelphia 76ers      | Kareem Abdul-Jabbar*[b] (14) | Los Angeles Lakers     |
| 1984-85   | Magic Johnson* (4)           | Los Angeles Lakers      | Michael Jordan*              | Chicago Bulls          |
| 1984-85   | Isiah Thomas* (3)            | Detroit Pistons         | Sidney Moncrief (4)          | Milwaukee Bucks        |
| 1985-86   | Larry Bird* (7)              | Boston Celtics          | Charles Barkley*             | Philadelphia 76ers     |
| 1985-86   | Dominique Wilkins*           | Atlanta Hawks           | Alex English* (3)            | Denver Nuggets         |
| 1985-86   | Kareem Abdul-Jabbar*[b] (15) | Los Angeles Lakers      | Akeem Olajuwon*[c]           | Houston Rockets        |
| 1985-86   | Magic Johnson* (5)           | Los Angeles Lakers      | Sidney Moncrief (5)          | Milwaukee Bucks        |
| 1985-86   | Isiah Thomas* (4)            | Detroit Pistons         | Alvin Robertson              | San Antonio Spurs      |
| 1986-87   | Larry Bird* (8)              | Boston Celtics          | Dominique Wilkins* (2)       | Atlanta Hawks          |
| 1986-87   | Kevin McHale*                | Boston Celtics          | Charles Barkley* (2)         | Philadelphia 76ers     |
| 1986-87   | Akeem Olajuwon* (2)[c]       | Houston Rockets         | Moses Malone* (8)            | Washington Bullets     |
| 1986-87   | Magic Johnson* (6)           | Los Angeles Lakers      | Isiah Thomas* (5)            | Detroit Pistons        |
| 1986-87   | Michael Jordan* (2)          | Chicago Bulls           | Lafayette Lever              | Denver Nuggets         |
| 1987-88   | Larry Bird* (9)              | Boston Celtics          | Karl Malone*                 | Utah Jazz              |
| 1987-88   | Charles Barkley* (3)         | Philadelphia 76ers      | Dominique Wilkins* (3)       | Atlanta Hawks          |
| 1987-88   | Akeem Olajuwon* (3)[c]       | Houston Rockets         | Patrick Ewing*               | New York Knicks        |
| 1987-88   | Michael Jordan* (3)          | Chicago Bulls           | Clyde Drexler*               | Portland Trail Blazers |
| 1987-88   | Magic Johnson* (7)           | Los Angeles Lakers      | John Stockton*               | Utah Jazz              |

### 1988-89 - presente
Desde a temporada da NBA de 1988-89 até hoje, o All-NBA é composto por três times, cada um com cinco jogadores, com raras exceções. Os jogadores são selecionados na ordem: dois alas, um pivô e dois armadores.
| Temporada | Primeiro time                | Primeiro time          | Segundo time               | Segundo time           | Terceiro time            | Terceiro time          |
| Temporada | Jogadores                    | Times                  | Jogadores                  | Times                  | Jogadores                | Times                  |
| --------- | ---------------------------- | ---------------------- | -------------------------- | ---------------------- | ------------------------ | ---------------------- |
| 1988-89   | Karl Malone* (2)             | Utah Jazz              | Tom Chambers               | Phoenix Suns           | Dominique Wilkins* (4)   | Atlanta Hawks          |
| 1988-89   | Charles Barkley* (4)         | Philadelphia 76ers     | Chris Mullin*              | Golden State Warriors  | Terry Cummings (2)       | Milwaukee Bucks        |
| 1988-89   | Akeem Olajuwon* (4)[c]       | Houston Rockets        | Patrick Ewing* (2)         | New York Knicks        | Robert Parish* (2)       | Boston Celtics         |
| 1988-89   | Michael Jordan* (4)          | Chicago Bulls          | John Stockton* (2)         | Utah Jazz              | Dale Ellis               | Seattle SuperSonics    |
| 1988-89   | Magic Johnson* (8)           | Los Angeles Lakers     | Kevin Johnson              | Phoenix Suns           | Mark Price               | Cleveland Cavaliers    |
| 1989-90   | Karl Malone* (3)             | Utah Jazz              | Larry Bird* (10)           | Boston Celtics         | James Worthy*            | Los Angeles Lakers     |
| 1989-90   | Charles Barkley* (5)         | Philadelphia 76ers     | Tom Chambers(2)            | Phoenix Suns           | Chris Mullin* (2)        | Golden State Warriors  |
| 1989-90   | Patrick Ewing* (3)           | New York Knicks        | Hakeem Olajuwon* (5)[c]    | Houston Rockets        | David Robinson*          | San Antonio Spurs      |
| 1989-90   | Magic Johnson* (9)           | Los Angeles Lakers     | John Stockton* (3)         | Utah Jazz              | Clyde Drexler* (2)       | Portland Trail Blazers |
| 1989-90   | Michael Jordan* (5)          | Chicago Bulls          | Kevin Johnson (2)          | Phoenix Suns           | Joe Dumars*              | Detroit Pistons        |
| 1990-91   | Karl Malone* (4)             | Utah Jazz              | Dominique Wilkins* (5)     | Atlanta Hawks          | James Worthy* (2)        | Los Angeles Lakers     |
| 1990-91   | Charles Barkley* (6)         | Philadelphia 76ers     | Chris Mullin* (3)          | Golden State Warriors  | Bernard King* (4)        | Washington Bullets     |
| 1990-91   | David Robinson* (2)          | San Antonio Spurs      | Patrick Ewing* (4)         | New York Knicks        | Hakeem Olajuwon* (6)[c]  | Houston Rockets        |
| 1990-91   | Michael Jordan* (6)          | Chicago Bulls          | Kevin Johnson (3)          | Phoenix Suns           | John Stockton* (4)       | Utah Jazz              |
| 1990-91   | Magic Johnson* (10)          | Los Angeles Lakers     | Clyde Drexler* (3)         | Portland Trail Blazers | Joe Dumars* (2)          | Detroit Pistons        |
| 1991-92   | Karl Malone* (5)             | Utah Jazz              | Scottie Pippen*            | Chicago Bulls          | Dennis Rodman*           | Detroit Pistons        |
| 1991-92   | Chris Mullin* (4)            | Golden State Warriors  | Charles Barkley* (7)       | Philadelphia 76ers     | Kevin Willis             | Atlanta Hawks          |
| 1991-92   | David Robinson* (3)          | San Antonio Spurs      | Patrick Ewing* (5)         | New York Knicks        | Brad Daugherty           | Cleveland Cavaliers    |
| 1991-92   | Michael Jordan* (7)          | Chicago Bulls          | Tim Hardaway               | Golden State Warriors  | Mark Price (2)           | Cleveland Cavaliers    |
| 1991-92   | Clyde Drexler* (4)           | Portland Trail Blazers | John Stockton* (5)         | Utah Jazz              | Kevin Johnson (4)        | Phoenix Suns           |
| 1992-93   | Charles Barkley* (8)         | Phoenix Suns           | Dominique Wilkins* (6)     | Atlanta Hawks          | Scottie Pippen* (2)      | Chicago Bulls          |
| 1992-93   | Karl Malone* (6)             | Utah Jazz              | Larry Johnson              | Charlotte Hornets      | Derrick Coleman          | New Jersey Nets        |
| 1992-93   | Hakeem Olajuwon* (7)[c]      | Houston Rockets        | Patrick Ewing* (6)         | New York Knicks        | David Robinson* (4)      | San Antonio Spurs      |
| 1992-93   | Michael Jordan* (8)          | Chicago Bulls          | John Stockton* (6)         | Utah Jazz              | Tim Hardaway (2)         | Golden State Warriors  |
| 1992-93   | Mark Price (3)               | Cleveland Cavaliers    | Joe Dumars* (3)            | Detroit Pistons        | Dražen Petrović*         | New Jersey Nets        |
| 1993-94   | Scottie Pippen* (3)          | Chicago Bulls          | Shawn Kemp                 | Seattle SuperSonics    | Derrick Coleman (2)      | New Jersey Nets        |
| 1993-94   | Karl Malone* (7)             | Utah Jazz              | Charles Barkley* (9)       | Phoenix Suns           | Dominique Wilkins* (7)   | Los Angeles Clippers   |
| 1993-94   | Hakeem Olajuwon* (8)[c]      | Houston Rockets        | David Robinson* (5)        | San Antonio Spurs      | Shaquille O'Neal*        | Orlando Magic          |
| 1993-94   | John Stockton* (7)           | Utah Jazz              | Mitch Richmond*            | Sacramento Kings       | Mark Price (4)           | Cleveland Cavaliers    |
| 1993-94   | Latrell Sprewell             | Golden State Warriors  | Kevin Johnson (5)          | Phoenix Suns           | Gary Payton*             | Seattle SuperSonics    |
| 1994-95   | Karl Malone* (8)             | Utah Jazz              | Charles Barkley* (10)      | Phoenix Suns           | Detlef Schrempf          | Seattle SuperSonics    |
| 1994-95   | Scottie Pippen* (4)          | Chicago Bulls          | Shawn Kemp (2)             | Seattle SuperSonics    | Dennis Rodman* (2)       | San Antonio Spurs      |
| 1994-95   | David Robinson* (6)          | San Antonio Spurs      | Shaquille O'Neal* (2)      | Orlando Magic          | Hakeem Olajuwon* (9)[c]  | Houston Rockets        |
| 1994-95   | John Stockton* (8)           | Utah Jazz              | Gary Payton* (2)           | Seattle SuperSonics    | Reggie Miller*           | Indiana Pacers         |
| 1994-95   | Penny Hardaway               | Orlando Magic          | Mitch Richmond* (2)        | Sacramento Kings       | Clyde Drexler* (5)       | Houston Rockets        |
| 1995-96   | Scottie Pippen* (5)          | Chicago Bulls          | Shawn Kemp (3)             | Seattle SuperSonics    | Charles Barkley* (11)    | Phoenix Suns           |
| 1995-96   | Karl Malone* (9)             | Utah Jazz              | Grant Hill                 | Detroit Pistons        | Juwan Howard             | Washington Bullets     |
| 1995-96   | David Robinson* (7)          | San Antonio Spurs      | Hakeem Olajuwon* (10)[c]   | Houston Rockets        | Shaquille O'Neal* (3)    | Orlando Magic          |
| 1995-96   | Michael Jordan* (9)          | Chicago Bulls          | Gary Payton* (3)           | Seattle SuperSonics    | Mitch Richmond* (3)      | Sacramento Kings       |
| 1995-96   | Penny Hardaway (2)           | Orlando Magic          | John Stockton* (9)         | Utah Jazz              | Reggie Miller* (2)       | Indiana Pacers         |
| 1996-97   | Karl Malone* (10)            | Utah Jazz              | Scottie Pippen* (6)        | Chicago Bulls          | Anthony Mason            | Charlotte Hornets      |
| 1996-97   | Grant Hill (2)               | Detroit Pistons        | Glen Rice                  | Charlotte Hornets      | Vin Baker                | Milwaukee Bucks        |
| 1996-97   | Hakeem Olajuwon* (11)[c]     | Houston Rockets        | Patrick Ewing* (7)         | New York Knicks        | Shaquille O'Neal* (4)    | Los Angeles Lakers     |
| 1996-97   | Michael Jordan* (10)         | Chicago Bulls          | Gary Payton* (4)           | Seattle SuperSonics    | John Stockton* (10)      | Utah Jazz              |
| 1996-97   | Tim Hardaway (3)             | Miami Heat             | Mitch Richmond (4)         | Sacramento Kings       | Penny Hardaway (3)       | Orlando Magic          |
| 1997-98   | Karl Malone* (11)            | Utah Jazz              | Grant Hill (3)             | Detroit Pistons        | Scottie Pippen* (7)      | Chicago Bulls          |
| 1997-98   | Tim Duncan^                  | San Antonio Spurs      | Vin Baker (2)              | Seattle SuperSonics    | Glen Rice (2)            | Charlotte Hornets      |
| 1997-98   | Shaquille O'Neal* (5)        | Los Angeles Lakers     | David Robinson* (8)        | San Antonio Spurs      | Dikembe Mutombo*         | Atlanta Hawks          |
| 1997-98   | Michael Jordan* (11)         | Chicago Bulls          | Tim Hardaway (4)           | Miami Heat             | Mitch Richmond (5)       | Sacramento Kings       |
| 1997-98   | Gary Payton* (5)             | Seattle SuperSonics    | Rod Strickland             | Washington Bullets     | Reggie Miller* (3)       | Indiana Pacers         |
| 1998-99   | Karl Malone* (12)            | Utah Jazz              | Chris Webber               | Sacramento Kings       | Kevin Garnett^           | Minnesota Timberwolves |
| 1998-99   | Tim Duncan^ (2)              | San Antonio Spurs      | Grant Hill (4)             | Detroit Pistons        | Antonio McDyess          | Denver Nuggets         |
| 1998-99   | Alonzo Mourning              | Miami Heat             | Shaquille O'Neal* (6)      | Los Angeles Lakers     | Hakeem Olajuwon* (12)[c] | Houston Rockets        |
| 1998-99   | Allen Iverson*               | Philadelphia 76ers     | Gary Payton* (6)           | Seattle SuperSonics    | Kobe Bryant              | Los Angeles Lakers     |
| 1998-99   | Jason Kidd                   | Phoenix Suns           | Tim Hardaway (5)           | Miami Heat             | John Stockton* (11)      | Utah Jazz              |
| 1999-00   | Tim Duncan^ (3)              | San Antonio Spurs      | Karl Malone* (13)          | Utah Jazz              | Chris Webber (2)         | Sacramento Kings       |
| 1999-00   | Kevin Garnett^ (2)           | Minnesota Timberwolves | Grant Hill (5)             | Detroit Pistons        | Vince Carter^            | Toronto Raptors        |
| 1999-00   | Shaquille O'Neal*(7)         | Los Angeles Lakers     | Alonzo Mourning (2)        | Miami Heat             | David Robinson* (9)      | San Antonio Spurs      |
| 1999-00   | Jason Kidd (2)               | Phoenix Suns           | Allen Iverson* (2)         | Philadelphia 76ers     | Eddie Jones              | Charlotte Hornets      |
| 1999-00   | Gary Payton* (7)             | Seattle SuperSonics    | Kobe Bryant (2)            | Los Angeles Lakers     | Stephon Marbury          | New Jersey Nets        |
| 2000-01   | Tim Duncan^ (4)              | San Antonio Spurs      | Kevin Garnett^ (3)         | Minnesota Timberwolves | Karl Malone* (14)        | Utah Jazz              |
| 2000-01   | Chris Webber (3)             | Sacramento Kings       | Vince Carter^ (2)          | Toronto Raptors        | Dirk Nowitzki^           | Dallas Mavericks       |
| 2000-01   | Shaquille O'Neal* (8)        | Los Angeles Lakers     | Dikembe Mutombo* (2)       | Philadelphia 76ers     | David Robinson* (10)     | San Antonio Spurs      |
| 2000-01   | Allen Iverson* (3)           | Philadelphia 76ers     | Kobe Bryant (3)            | Los Angeles Lakers     | Gary Payton* (8)         | Seattle SuperSonics    |
| 2000-01   | Jason Kidd (3)               | Phoenix Suns           | Tracy McGrady              | Orlando Magic          | Ray Allen^               | Milwaukee Bucks        |
| 2001-02   | Tim Duncan^ (5)              | San Antonio Spurs      | Kevin Garnett^ (4)         | Minnesota Timberwolves | Ben Wallace              | Detroit Pistons        |
| 2001-02   | Tracy McGrady (2)            | Orlando Magic          | Chris Webber (4)           | Sacramento Kings       | Jermaine O'Neal          | Indiana Pacers         |
| 2001-02   | Shaquille O'Neal* (9)        | Los Angeles Lakers     | Dirk Nowitzki^ (2)         | Dallas Mavericks       | Dikembe Mutombo* (3)     | Philadelphia 76ers     |
| 2001-02   | Jason Kidd (4)               | New Jersey Nets        | Gary Payton* (9)           | Seattle SuperSonics    | Paul Pierce^             | Boston Celtics         |
| 2001-02   | Kobe Bryant (4)              | Los Angeles Lakers     | Allen Iverson* (4)         | Philadelphia 76ers     | Steve Nash               | Dallas Mavericks       |
| 2002-03   | Tim Duncan^ (6)              | San Antonio Spurs      | Dirk Nowitzki^ (3)         | Dallas Mavericks       | Paul Pierce^ (2)         | Boston Celtics         |
| 2002-03   | Kevin Garnett^ (5)           | Minnesota Timberwolves | Chris Webber (5)           | Sacramento Kings       | Jamal Mashburn           | New Orleans Hornets    |
| 2002-03   | Shaquille O'Neal* (10)       | Los Angeles Lakers     | Ben Wallace (2)            | Detroit Pistons        | Jermaine O'Neal (2)      | Indiana Pacers         |
| 2002-03   | Kobe Bryant (5)              | Los Angeles Lakers     | Jason Kidd (5)             | New Jersey Nets        | Stephon Marbury (2)      | Phoenix Suns           |
| 2002-03   | Tracy McGrady (3)            | Orlando Magic          | Allen Iverson* (5)         | Philadelphia 76ers     | Steve Nash (2)           | Dallas Mavericks       |
| 2003-04   | Kevin Garnett^ (6)           | Minnesota Timberwolves | Jermaine O'Neal (3)        | Indiana Pacers         | Dirk Nowitzki^ (4)       | Dallas Mavericks       |
| 2003-04   | Tim Duncan^ (7)              | San Antonio Spurs      | Peja Stojaković            | Sacramento Kings       | Ron Artest^[d]           | Indiana Pacers         |
| 2003-04   | Shaquille O'Neal* (11)       | Los Angeles Lakers     | Ben Wallace (3)            | Detroit Pistons        | Yao Ming*                | Houston Rockets        |
| 2003-04   | Kobe Bryant (6)              | Los Angeles Lakers     | Sam Cassell                | Minnesota Timberwolves | Michael Redd             | Milwaukee Bucks        |
| 2003-04   | Jason Kidd (6)               | New Jersey Nets        | Tracy McGrady (4)          | Orlando Magic          | Baron Davis              | New Orleans Hornets    |
| 2004-05   | Tim Duncan^ (8)              | San Antonio Spurs      | LeBron James^              | Cleveland Cavaliers    | Tracy McGrady (5)        | Houston Rockets        |
| 2004-05   | Dirk Nowitzki^ (5)           | Dallas Mavericks       | Kevin Garnett^ (7)         | Minnesota Timberwolves | Shawn Marion             | Phoenix Suns           |
| 2004-05   | Shaquille O'Neal* (12)       | Miami Heat             | Amare Stoudemire^[e]       | Phoenix Suns           | Ben Wallace (4)          | Detroit Pistons        |
| 2004-05   | Allen Iverson* (6)           | Philadelphia 76ers     | Dwyane Wade^               | Miami Heat             | Kobe Bryant (7)          | Los Angeles Lakers     |
| 2004-05   | Steve Nash (3)               | Phoenix Suns           | Ray Allen^ (2)             | Seattle SuperSonics    | Gilbert Arenas           | Washington Wizards     |
| 2005-06   | LeBron James^ (2)            | Cleveland Cavaliers    | Elton Brand^               | Los Angeles Clippers   | Shawn Marion (2)         | Phoenix Suns           |
| 2005-06   | Dirk Nowitzki^ (6)           | Dallas Mavericks       | Tim Duncan^ (9)            | San Antonio Spurs      | Carmelo Anthony^         | Denver Nuggets         |
| 2005-06   | Shaquille O'Neal* (13)       | Miami Heat             | Ben Wallace (5)            | Detroit Pistons        | Yao Ming* (2)            | Houston Rockets        |
| 2005-06   | Kobe Bryant (8)              | Los Angeles Lakers     | Chauncey Billups           | Detroit Pistons        | Allen Iverson* (7)       | Philadelphia 76ers     |
| 2005-06   | Steve Nash (4)               | Phoenix Suns           | Dwyane Wade^ (2)           | Miami Heat             | Gilbert Arenas (2)       | Washington Wizards     |
| 2006-07   | Dirk Nowitzki^ (7)           | Dallas Mavericks       | LeBron James^ (3)          | Cleveland Cavaliers    | Kevin Garnett^ (8)       | Minnesota Timberwolves |
| 2006-07   | Tim Duncan^ (10)             | San Antonio Spurs      | Chris Bosh^                | Toronto Raptors        | Carmelo Anthony^ (2)     | Denver Nuggets         |
| 2006-07   | Amare Stoudemire^ (2)[e]     | Phoenix Suns           | Yao Ming* (3)              | Houston Rockets        | Dwight Howard^           | Orlando Magic          |
| 2006-07   | Steve Nash (5)               | Phoenix Suns           | Gilbert Arenas (3)         | Washington Wizards     | Dwyane Wade^ (3)         | Miami Heat             |
| 2006-07   | Kobe Bryant (9)              | Los Angeles Lakers     | Tracy McGrady (6)          | Houston Rockets        | Chauncey Billups^ (2)    | Detroit Pistons        |
| 2007-08   | Kevin Garnett^ (9)           | Boston Celtics         | Dirk Nowitzki^ (8)         | Dallas Mavericks       | Carlos Boozer^           | Utah Jazz              |
| 2007-08   | LeBron James^ (4)            | Cleveland Cavaliers    | Tim Duncan^ (11)           | San Antonio Spurs      | Paul Pierce^ (3)         | Boston Celtics         |
| 2007-08   | Dwight Howard^ (2)           | Orlando Magic          | Amare Stoudemire^ (3)[e]   | Phoenix Suns           | Yao Ming* (4)            | Houston Rockets        |
| 2007-08   | Kobe Bryant (10)             | Los Angeles Lakers     | Steve Nash (6)             | Phoenix Suns           | Tracy McGrady (7)        | Houston Rockets        |
| 2007-08   | Chris Paul^                  | New Orleans Hornets    | Deron Williams^            | Utah Jazz              | Manu Ginóbili^           | San Antonio Spurs      |
| 2008-09   | Dirk Nowitzki^ (9)           | Dallas Mavericks       | Paul Pierce^ (4)           | Boston Celtics         | Pau Gasol^               | Los Angeles Lakers     |
| 2008-09   | LeBron James^ (5)            | Cleveland Cavaliers    | Tim Duncan^ (12)           | San Antonio Spurs      | Carmelo Anthony^ (3)     | Denver Nuggets         |
| 2008-09   | Dwight Howard^ (3)           | Orlando Magic          | Yao Ming* (5)              | Houston Rockets        | Shaquille O'Neal* (14)   | Phoenix Suns           |
| 2008-09   | Kobe Bryant (11)             | Los Angeles Lakers     | Brandon Roy                | Portland Trail Blazers | Chauncey Billups (3)     | Denver Nuggets         |
| 2008-09   | Dwyane Wade (4)^             | Miami Heat             | Chris Paul (2)^            | New Orleans Hornets    | Tony Parker^             | San Antonio Spurs      |
| 2009-10   | Kevin Durant^                | Oklahoma City Thunder  | Carmelo Anthony^ (4)       | Denver Nuggets         | Pau Gasol^ (2)           | Los Angeles Lakers     |
| 2009-10   | LeBron James^ (6)            | Cleveland Cavaliers    | Dirk Nowitzki^ (10)        | Dallas Mavericks       | Tim Duncan^ (13)         | San Antonio Spurs      |
| 2009-10   | Dwight Howard^ (4)           | Orlando Magic          | Amar'e Stoudemire^ (4)     | Phoenix Suns           | Andrew Bogut^            | Milwaukee Bucks        |
| 2009-10   | Kobe Bryant (12)             | Los Angeles Lakers     | Deron Williams^ (2)        | Utah Jazz              | Joe Johnson^             | Atlanta Hawks          |
| 2009-10   | Dwyane Wade^ (5)             | Miami Heat             | Steve Nash (7)             | Phoenix Suns           | Brandon Roy (2)          | Portland Trail Blazers |
| 2010-11   | Kevin Durant^ (2)            | Oklahoma City Thunder  | Pau Gasol^ (3)             | Los Angeles Lakers     | LaMarcus Aldridge^       | Portland Trail Blazers |
| 2010-11   | LeBron James^ (7)            | Miami Heat             | Dirk Nowitzki^ (11)        | Dallas Mavericks       | Zach Randolph^           | Memphis Grizzlies      |
| 2010-11   | Dwight Howard^ (5)           | Orlando Magic          | Amar'e Stoudemire^ (5)     | New York Knicks        | Al Horford^              | Atlanta Hawks          |
| 2010-11   | Kobe Bryant (13)             | Los Angeles Lakers     | Dwyane Wade^ (6)           | Miami Heat             | Manu Ginóbili^ (2)       | San Antonio Spurs      |
| 2010-11   | Derrick Rose^                | Chicago Bulls          | Russell Westbrook^         | Oklahoma City Thunder  | Chris Paul^ (3)          | New Orleans Hornets    |
| 2011-12   | LeBron James^ (8)            | Miami Heat             | Kevin Love^                | Minnesota Timberwolves | Carmelo Anthony^ (5)     | New York Knicks        |
| 2011-12   | Kevin Durant^ (3)            | Oklahoma City Thunder  | Blake Griffin^             | Los Angeles Clippers   | Dirk Nowitzki^ (12)      | Dallas Mavericks       |
| 2011-12   | Dwight Howard^ (6)           | Orlando Magic          | Andrew Bynum               | Los Angeles Lakers     | Tyson Chandler^          | New York Knicks        |
| 2011-12   | Kobe Bryant (14)             | Los Angeles Lakers     | Tony Parker^ (2)           | San Antonio Spurs      | Dwyane Wade^ (7)         | Miami Heat             |
| 2011-12   | Chris Paul^ (4)              | Los Angeles Clippers   | Russell Westbrook^ (2)     | Oklahoma City Thunder  | Rajon Rondo^             | Boston Celtics         |
| 2012-13   | LeBron James^ (9)            | Miami Heat             | Carmelo Anthony^ (6)       | New York Knicks        | David Lee^               | Golden State Warriors  |
| 2012-13   | Kevin Durant^ (4)            | Oklahoma City Thunder  | Blake Griffin^ (2)         | Los Angeles Clippers   | Paul George^             | Indiana Pacers         |
| 2012-13   | Tim Duncan^ (14)             | San Antonio Spurs      | Marc Gasol^                | Memphis Grizzlies      | Dwight Howard^ (7)       | Los Angeles Lakers     |
| 2012-13   | Kobe Bryant (15)             | Los Angeles Lakers     | Tony Parker^ (3)           | San Antonio Spurs      | Dwyane Wade^ (8)         | Miami Heat             |
| 2012-13   | Chris Paul^ (5)              | Los Angeles Clippers   | Russell Westbrook^ (3)     | Oklahoma City Thunder  | James Harden^            | Houston Rockets        |
| 2013-14   | Kevin Durant^ (5)            | Oklahoma City Thunder  | Blake Griffin^ (3)         | Los Angeles Clippers   | Paul George^ (2)         | Indiana Pacers         |
| 2013-14   | LeBron James^ (10)           | Miami Heat             | Kevin Love^ (2)            | Minnesota Timberwolves | LaMarcus Aldridge^ (2)   | Portland Trail Blazers |
| 2013-14   | Joakim Noah^                 | Chicago Bulls          | Dwight Howard^ (8)         | Houston Rockets        | Al Jefferson^            | Charlotte Bobcats      |
| 2013-14   | James Harden^ (2)            | Houston Rockets        | Stephen Curry^             | Golden State Warriors  | Goran Dragić^            | Phoenix Suns           |
| 2013-14   | Chris Paul^ (6)              | Los Angeles Clippers   | Tony Parker^ (4)           | San Antonio Spurs      | Damian Lillard^          | Portland Trail Blazers |
| 2014-15   | LeBron James^ (11)           | Cleveland Cavaliers    | LaMarcus Aldridge^ (3)     | Portland Trail Blazers | Blake Griffin^ (4)       | Los Angeles Clippers   |
| 2014-15   | Anthony Davis^ (1)           | New Orleans Pelicans   | Pau Gasol^ (4)             | Chicago Bulls          | Tim Duncan^ (15)         | San Antonio Spurs      |
| 2014-15   | Marc Gasol^ (3)              | Memphis Grizzlies      | DeMarcus Cousins (1)       | Sacramento Kings       | DeAndre Jordan^          | Los Angeles Clippers   |
| 2014-15   | James Harden^ (3)            | Houston Rockets        | Russell Westbrook^         | Oklahoma City Thunder  | Klay Thompson^           | Golden State Warriors  |
| 2014-15   | Stephen Curry^ (2)           | Golden State Warriors  | Chris Paul^ (6)            | Los Angeles Clippers   | Kyrie Irving^            | Cleveland Cavaliers    |
| 2015-16   | LeBron James^ (12)           | Cleveland Cavaliers    | Kevin Durant^ (5)          | Oklahoma City Thunder  | Paul George^ (3)         | Indiana Pacers         |
| 2015-16   | Kawhi Leonard^               | San Antonio Spurs      | Draymond Green^            | Golden State Warriors  | LaMarcus Aldridge^ (4)   | San Antonio Spurs      |
| 2015-16   | DeAndre Jordan^(2)           | Los Angeles Clippers   | DeMarcus Cousins^ (2)      | Sacramento Kings       | Andre Drummond^          | Detroit Pistons        |
| 2015-16   | Russell Westbrook^ (2)       | Oklahoma City Thunder  | Damian Lillard^(2)         | Portland Trail Blazers | Klay Thompson^(2)        | Golden State Warriors  |
| 2015-16   | Stephen Curry^ (3)           | Golden State Warriors  | Chris Paul^ (7)            | Los Angeles Clippers   | Kyle Lowry^              | Toronto Raptors        |
| 2016-17   | Kawhi Leonard^ (2)           | San Antonio Spurs      | Kevin Durant^ (7)          | Golden State Warriors  | Jimmy Butler^            | Chicago Bulls          |
| 2016-17   | LeBron James^ (13)           | Cleveland Cavaliers    | Giannis Antetokounmpo^     | Milwaukee Bucks        | Draymond Green^ (2)      | Golden State Warriors  |
| 2016-17   | Anthony Davis^ (2)           | New Orleans Pelicans   | Rudy Gobert^               | Utah Jazz              | DeAndre Jordan^ (3)      | Los Angeles Clippers   |
| 2016-17   | James Harden^ (4)            | Houston Rockets        | Stephen Curry^ (4)         | Golden State Warriors  | John Wall^               | Washington Wizards     |
| 2016-17   | Russell Westbrook^ (6)       | Oklahoma City Thunder  | Isaiah Thomas^             | Boston Celtics         | DeMar DeRozan^           | Toronto Raptors        |
| 2017-18   | Kevin Durant^ (8)            | Golden State Warriors  | LaMarcus Aldridge^ (5)     | San Antonio Spurs      | Jimmy Butler^ (2)        | Minnesota Timberwolves |
| 2017-18   | LeBron James^ (14)           | Cleveland Cavaliers    | Giannis Antetokounmpo^ (2) | Milwaukee Bucks        | Paul George^ (4)         | Oklahoma City Thunder  |
| 2017-18   | Anthony Davis^ (3)           | New Orleans Pelicans   | Joel Embiid^               | Philadelphia 76ers     | Karl-Anthony Towns^      | Minnesota Timberwolves |
| 2017-18   | James Harden^ (5)            | Houston Rockets        | DeMar DeRozan^ (2)         | Toronto Raptors        | Victor Oladipo^          | Indiana Pacers         |
| 2017-18   | Damian Lillard^ (3)          | Portland Trail Blazers | Russell Westbrook^ (7)     | Oklahoma City Thunder  | Stephen Curry^ (5)       | Golden State Warriors  |
| 2018-19   | Giannis Antetokounmpo^ (3)   | Milwaukee Bucks        | Kevin Durant^ (9)          | Golden State Warriors  | LeBron James^ (15)       | Los Angeles Lakers     |
| 2018-19   | Paul George^ (5)             | Oklahoma City Thunder  | Kawhi Leonard^ (3)         | Toronto Raptors        | Blake Griffin^ (5)       | Detroit Pistons        |
| 2018-19   | Nikola Jokić^                | Denver Nuggets         | Joel Embiid^ (2)           | Philadelphia 76ers     | Rudy Gobert^ (2)         | Utah Jazz              |
| 2018-19   | James Harden^ (6)            | Houston Rockets        | Damian Lillard^ (4)        | Portland Trail Blazers | Kemba Walker^            | Charlotte Hornets      |
| 2018-19   | Stephen Curry^ (6)           | Golden State Warriors  | Kyrie Irving^ (2)          | Boston Celtics         | Russell Westbrook^ (8)   | Oklahoma City Thunder  |
| 2019-20   | Giannis Antetokounmpo^ (4)   | Milwaukee Bucks        | Kawhi Leonard^ (4)         | Los Angeles Clippers   | Jimmy Butler^ (3)        | Miami Heat             |
| 2019-20   | LeBron James^ (16)           | Los Angeles Lakers     | Pascal Siakam^             | Toronto Raptors        | Jayson Tatum^            | Boston Celtics         |
| 2019-20   | Anthony Davis^ (4)           | Los Angeles Lakers     | Nikola Jokić^ (2)          | Denver Nuggets         | Rudy Gobert^ (3)         | Utah Jazz              |
| 2019-20   | Luka Dončić^                 | Dallas Mavericks       | Chris Paul^ (9)            | Oklahoma City Thunder  | Ben Simmons^             | Philadelphia 76ers     |
| 2019-20   | James Harden^ (7)            | Houston Rockets        | Damian Lillard^ (5)        | Portland Trail Blazers | Russell Westbrook^ (9)   | Houston Rockets        |
| 2020-21   | Giannis Antetokounmpo^ (5)   | Milwaukee Bucks        | LeBron James^ (17)         | Los Angeles Lakers     | Jimmy Butler^ (4)        | Miami Heat             |
| 2020-21   | Kawhi Leonard^ (5)           | Los Angeles Clippers   | Julius Randle^             | New York Knicks        | Paul George^ (6)         | Los Angeles Clippers   |
| 2020-21   | Nikola Jokić^ (3)            | Denver Nuggets         | Joel Embiid^ (3)           | Philadelphia 76ers     | Rudy Gobert^ (4)         | Utah Jazz              |
| 2020-21   | Stephen Curry^ (7)           | Golden State Warriors  | Damian Lillard^ (6)        | Portland Trail Blazers | Bradley Beal^            | Washington Wizards     |
| 2020-21   | Luka Dončić^ (2)             | Dallas Mavericks       | Chris Paul^ (10)           | Phoenix Suns           | Kyrie Irving^ (3)        | Brooklyn Nets          |
| 2021-22   | Giannis Antetokounmpo^ (6)   | Milwaukee Bucks        | Joel Embiid^ (4)           | Philadelphia 76ers     | Karl-Anthony Towns^ (2)  | Minnesota Timberwolves |
| 2021-22   | Nikola Jokić^ (4)            | Denver Nuggets         | Ja Morant^                 | Memphis Grizzlies      | LeBron James^ (18)       | Los Angeles Lakers     |
| 2021-22   | Luka Dončić^ (3)             | Dallas Mavericks       | Kevin Durant^ (10)         | Brooklyn Nets          | Chris Paul^ (11)         | Phoenix Suns           |
| 2021-22   | Devin Booker^                | Phoenix Suns           | Stephen Curry^ (8)         | Golden State Warriors  | Trae Young^              | Atlanta Hawks          |
| 2021-22   | Jayson Tatum^ (2)            | Boston Celtics         | DeMar DeRozan^ (3)         | Chicago Bulls          | Pascal Siakam^ (2)       | Toronto Raptors        |
| 2022-23   | Giannis Antetokounmpo^ (7)   | Milwaukee Bucks        | Jaylen Brown^              | Boston Celtics         | De'Aaron Fox^            | Sacramento Kings       |
| 2022-23   | Luka Dončić^ (4)             | Dallas Mavericks       | Jimmy Butler^ (5)          | Miami Heat             | LeBron James^ (19)       | Los Angeles Lakers     |
| 2022-23   | Joel Embiid^ (5)             | Philadelphia 76ers     | Stephen Curry^ (9)         | Golden State Warriors  | Damian Lillard^ (7)      | Portland Trail Blazers |
| 2022-23   | Shai Gilgeous-Alexander^     | Oklahoma City Thunder  | Nikola Jokić^ (5)          | Denver Nuggets         | Julius Randle^ (2)       | New York Knicks        |
| 2022-23   | Jayson Tatum^ (3)            | Boston Celtics         | Donovan Mitchell^          | Cleveland Cavaliers    | Domantas Sabonis^        | Sacramento Kings       |
| 2023-24   | Giannis Antetokounmpo^ (8)   | Milwaukee Bucks        | Jalen Brunson^             | New York Knicks        | Devin Booker^ (2)        | Phoenix Suns           |
| 2023-24   | Luka Dončić^ (5)             | Dallas Mavericks       | Anthony Davis^ (5)         | Los Angeles Lakers     | Stephen Curry^ (10)      | Golden State Warriors  |
| 2023-24   | Shai Gilgeous-Alexander^ (2) | Oklahoma City Thunder  | Kevin Durant^ (11)         | Phoenix Suns           | Tyrese Haliburton^       | Indiana Pacers         |
| 2023-24   | Nikola Jokić^ (6)            | Denver Nuggets         | Anthony Edwards^           | Minnesota Timberwolves | LeBron James^ (20)       | Los Angeles Lakers     |
| 2023-24   | Jayson Tatum^ (4)            | Boston Celtics         | Kawhi Leonard^ (6)         | Los Angeles Lakers     | Domantas Sabonis^ (2)    | Sacramento Kings       |
| 2024-25   | Giannis Antetokounmpo^ (9)   | Milwaukee Bucks        | Jalen Brunson^ (2)         | New York Knicks        | Cade Cunningham^         | Detroit Pistons        |
| 2024-25   | Shai Gilgeous-Alexander^ (3) | Oklahoma City Thunder  | Stephen Curry^ (11)        | Golden State Warriors  | Tyrese Haliburton^ (2)   | Indiana Pacers         |
| 2024-25   | Nikola Jokić^ (7)            | Denver Nuggets         | Anthony Edwards^ (2)       | Minnesota Timberwolves | James Harden^ (8)        | Los Angeles Clippers   |
| 2024-25   | Donovan Mitchell^ (2)        | Cleveland Cavaliers    | LeBron James^ (21)         | Los Angeles Lakers     | Karl-Anthony Towns^ (3)  | New York Knicks        |
| 2024-25   | Jayson Tatum^ (5)            | Boston Celtics         | Evan Mobley^               | Cleveland Cavaliers    | Jalen Williams^          | Oklahoma City Thunder  |

## Mais aparições
A tabela a seguir tem jogadores com pelo menos 10 seleções.
| ^ | Denota um jogador em atividade atualmente |
| * | Consta no Basketball Hall of Fame         |

| Jogador              | Total | 1° Time | 2° Team | 3° Time | MVP | Temporadas |
| -------------------- | ----- | ------- | ------- | ------- | --- | ---------- |
| LeBron James^        | 21    | 13      | 4       | 4       | 4   | 20         |
| Kobe Bryant*         | 15    | 11      | 2       | 2       | 1   | 20         |
| Kareem Abdul-Jabbar* | 15    | 10      | 5       | 0       | 6   | 20         |
| Tim Duncan*          | 15    | 10      | 3       | 2       | 2   | 19         |
| Karl Malone*         | 14    | 11      | 2       | 1       | 2   | 19         |
| Shaquille O'Neal*    | 14    | 8       | 2       | 4       | 1   | 19         |
| Bob Cousy*           | 12    | 10      | 2       | 0       | 1   | 13         |
| Jerry West*          | 12    | 10      | 2       | 0       | 0   | 14         |
| Dolph Schayes*       | 12    | 6       | 6       | 0       | 0   | 16         |
| Hakeem Olajuwon*     | 12    | 6       | 3       | 3       | 1   | 18         |
| Dirk Nowitzki        | 12    | 4       | 5       | 3       | 1   | 21         |
| Michael Jordan*      | 11    | 10      | 1       | 0       | 5   | 15         |
| Bob Pettit*          | 11    | 10      | 1       | 0       | 2   | 11         |
| Oscar Robertson*     | 11    | 9       | 2       | 0       | 1   | 14         |
| Kevin Durant^        | 11    | 6       | 5       | 0       | 1   | 17         |
| Charles Barkley*     | 11    | 5       | 5       | 1       | 1   | 16         |
| John Havlicek*       | 11    | 4       | 7       | 0       | 0   | 16         |
| Stephen Curry^       | 11    | 4       | 5       | 2       | 2   | 15         |
| Chris Paul^          | 11    | 4       | 5       | 2       | 0   | 18         |
| Bill Russell*        | 11    | 3       | 8       | 0       | 5   | 13         |
| John Stockton*       | 11    | 2       | 6       | 3       | 0   | 19         |
| Elgin Baylor*        | 10    | 10      | 0       | 0       | 0   | 14         |
| Larry Bird*          | 10    | 9       | 1       | 0       | 3   | 13         |
| Magic Johnson*       | 10    | 9       | 1       | 0       | 3   | 13         |
| Wilt Chamberlain*    | 10    | 7       | 3       | 0       | 4   | 14         |
| David Robinson*      | 10    | 4       | 2       | 4       | 1   | 14         |